# Сико (князь Салерно)
Сико (итал. Sicone, лат. Sicon; убит в 855) — князь Салерно (851—853), сын Сиконульфа, Иногда он значится под именем Сико II, а Сико, князь Беневенто (817—832), под именем Сико I.
Сико стал князем Салерно в 851 году, после смерти отца. При этом он был ещё несовершеннолетним, поэтому регентом при нём стал его крёстный отец Пётр. В 853 году Пётр узурпировал власть в Салерно, а Сико бежал на север Италии к королю Людовику II. Согласно утверждению Салернской хроники, Сико в 855 году вернул себе власть в Салернском княжестве, но вскоре был отравлен.